# 오스트레일리아 우주국

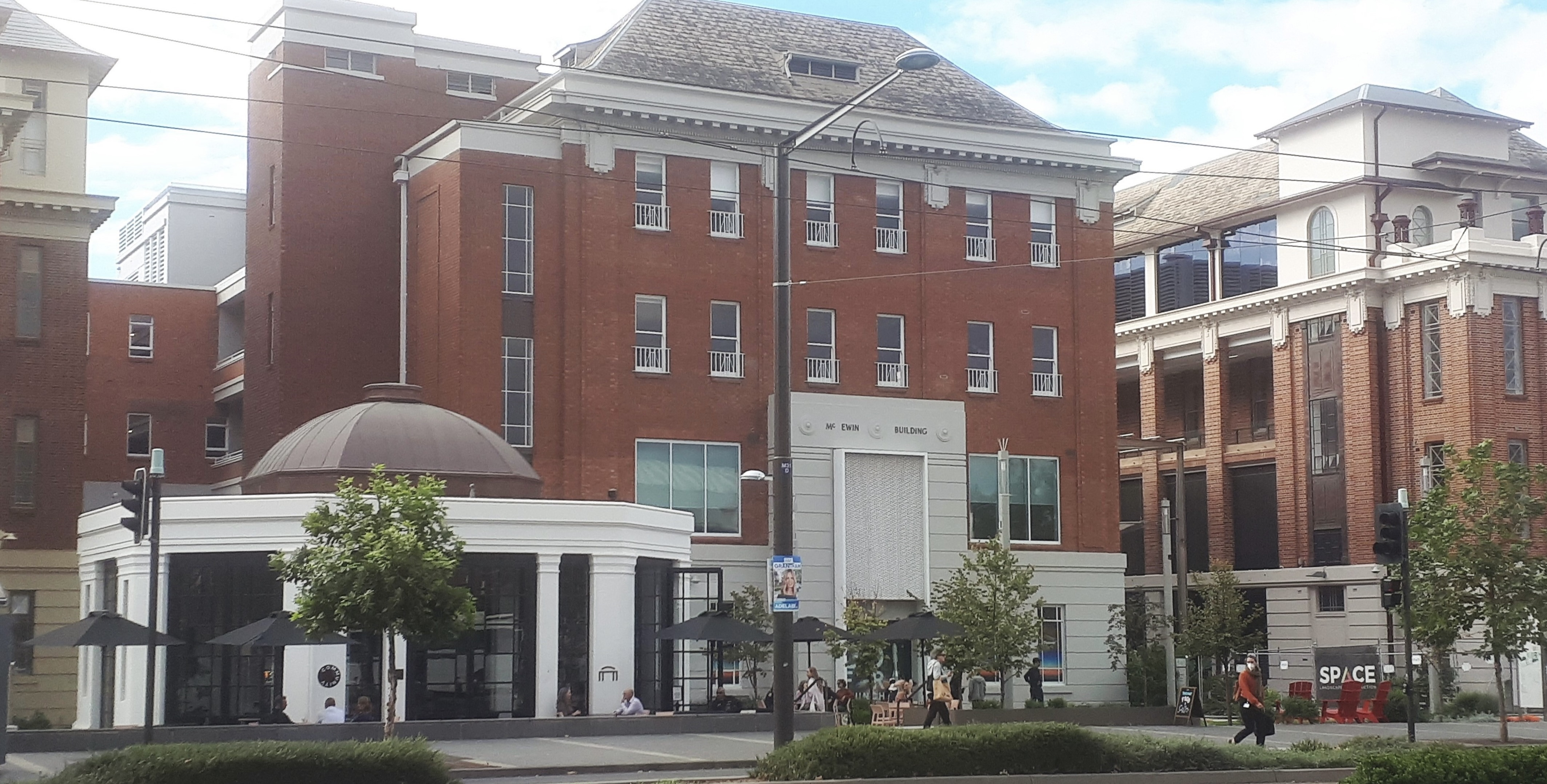
오스트레일리아 우주국 청사

오스트레일리아 우주국(영어: Australian Space Agency)은 오스트레일리아의 상업용 항공우주 산업 개발을 담당하는 정부 기관이다.

## 개요
2020년 2월에 개청한 청사는 사우스오스트레일리아주의 주도인 애들레이드에 소재해 있다. 청사에는 전시와 대중 정보 세션을 개최하는 오스트레일리아 우주 탐험 센터가 있다.

## 역사
2017년 9월, 미카엘리아 캐시 호주 연방 과학혁신부 장관대행은 "세계 항공우주산업은 급속도로 성장하고 있고, 호주는 이런 성장의 일원이 되는 것이 중요하다"라며 항공우주국 신설 계획을 발표하였다.